# Горбач, Максим Иванович
Максим Иванович Горбач (1919—1987) — старшина Рабоче-крестьянской Красной Армии, участник Великой Отечественной войны, Герой Советского Союза (1945).

## Биография
Максим Горбач родился 21 января 1919 года в селе Дубовичи (ныне — Кролевецкий район Сумской области Украины) в крестьянской семье. В 1934 году он окончил семь классов школы, после чего работал сначала в колхозе, затем в сельском потребительном обществе. 15 октября 1939 года Горбач был призван на службу в Рабоче-крестьянскую Красную Армию. С 13 сентября 1941 года — на фронтах Великой Отечественной войны. Принимал участие в Сталинградской битве. Участвовал в боях на Брянском, Центральном и 1-м Украинском фронтах, два раза был ранен. К январю 1945 года старшина Максим Горбач командовал орудием 168-го отдельного истребительного противотанкого дивизиона 181-й стрелковой дивизии 6-й армии 1-го Украинского фронта. Отличился во время боёв на Сандомирском плацдарме и форсирования Одера.
21 января 1945 года во время внезапной вражеской атаки на город Сулеюв, пока расчёт разворачивал орудие, Горбач вёл пулемётный огонь по наступающей пехоте, уничтожив более 30 солдат и офицеров противника, заставив его отступить. Развернув орудие, расчёт Горбача открыл огонь, рассеяв около роты противника. Во время боя на западном берегу Одера к северу от Бреслау Горбач отбил около 20 контратак немецкой пехоты, лично уничтожив более 200 солдат и офицеров противника, 4 станковых и 5 ручных пулемётов. Так, 7 февраля 1945 года в районе станции Мазервиц противник пять раз пытался контратаковать, но всякий раз был вынужден отступать под огнём расчёта Горбача. Когда из строя выбыл наводчик расчёта, Горбач заменил его собой, успешно выполняя его функции.
Указом Президиума Верховного Совета СССР от 27 июня 1945 года за «образцовое выполнение боевых заданий командования на фронте борьбы с немецкими захватчиками и проявленные при этом мужество и героизм» старшина Максим Горбач был удостоен высокого звания Героя Советского Союза с вручением ордена Ленина и медали «Золотая Звезда» за номером 8910.
После окончания войны Горбач был демобилизован. Вернулся в родное село, работал в колхозе. Скончался 8 апреля 1987 года, похоронен на кладбище в Дубовичах.
Был также награждён орденом Отечественной войны 1-й степени, двумя орденами Отечественной войны 2-й степени, двумя орденами Красной Звезды, орденом Славы 3-й степени, а также рядом медалей.
В честь Горбача названа улица в Дубовичах.